# Mściż
Mściż (błr. Мсьціж, ros. Мстиж) – wieś na Białorusi, w rejonie borysowskim obwodu mińskiego, nad rzeką Mraj, siedziba sielsowietu.

## Historia
Mściż jest znany m.in. z tego, że znajdował się tu jeden z najwcześniejszych zachowanych do dziś na Białorusi rękopisów Nowego Testamentu: Mściska Ewangelia pochodząca z XIII–XIV wieku, podarowana w XVI wieku cerkwi św. Jerzego w Mściżu. 
Mściż leżał w powiecie mińskim Rzeczypospolitej. W XVI wieku dobra te były własnością Radziwiłłów. W 1536 roku dokonano ich podziału między spadkobierców jednego z Radziwiłłów, wojewody wileńskiego. Kilka lub kilkanaście lat później majątek nabył Wasyl Tyszkiewicz. Później wieś zmieniała wielokrotnie właścicieli. Była własnością rodziny Sakowiczów, później Chreptowiczów. Joachim Litawor Chreptowicz podkanclerzy litewski zbudował tu w 1760 roku kościół, ale sprzedał te dobra w 1776 roku Mikołajowi Śliźniowi, marszałkowi borysowskiemu, którego rodzina posiadała już majątki w okolicy. Połączone dobra liczyły 6 folwarków i 23 wsie. Po uwłaszczeniu chłopów (1862) właścicielom pozostało jeszcze 10 tysięcy hektarów dobrej ziemi.
W 1786 roku Mikołaj Ślizień wybudował Kościół pw. Podwyższenia Krzyża Świętego, a na przełomie XVIII i XIX wieku wzniósł tu wielki pałac. W wyniku II rozbioru Polski wieś znalazła się w 1793 roku w Imperium Rosyjskim. 
Dzięki Mikołajowi Śliźniowi i jego synowi, Józefowi (kolejnemu marszałkowi borysowskiemu) Mściż stał się kulturalnym centrum okolicy. Około 1845 roku powstała tu wielka, jak na tamte czasy, licząca ponad 7 tysięcy woluminów, biblioteka. Śliźniowie byli też kolekcjonerami medali i monet (ich tutejsza kolekcja liczyła około 2 tysiące sztuk). Park  obsadzono trzema i pół tysiącami gatunków drzew i innych roślin, lokalnych i egzotycznych. Dla części z nich zbudowano duże oszklone, ogrzewane oranżerie. W szklarniach tych hodowano ogromne ilości gatunków ptaków egzotycznych i innej małej zwierzyny. Latały tu kolorowe papugi, kanarki, różne gatunki gołębi, pawie, łabędzie, bociany i żurawie.
Majątek poniósł duże straty w czasie napoleońskiej inwazji na Rosję w 1812 roku. Kościół został spalony (odbudowano go w 1816 roku).
Po śmierci Józefa Śliźnia (około 1850 roku) majątek zaczął tracić swą wyjątkowość. Biblioteka, spotkania naukowe, koncerty, oranżerie zaczęły podupadać. Właścicielem wsi był Ignacy Bułhak, marszałek bobrujski, mąż (kolejno) obu córek Józefa: Izabelli i Teresy. Kolejną właścicielką Mściża była córka Izabelli, Zofia Wołłowiczowa, a po jej śmierci ostatnim właścicielem wsi był jej syn, Michał (zm. w 1919 roku).
W 1869 roku otwarto tu pierwszą szkołę publiczną. W 1880 roku kościół katolicki z 1760 roku został zdegradowany do statusu kalicy (otwieranej kilka razy w roku). Kościół Podwyższenia Krzyża został przekształcony w cerkiew, która istniała do II wojny światowej. W 1890 roku wybuchł w pałacu wielki pożar, który doszczętnie go zniszczył. Kaplica została zniszczona po 1914 roku.
Po I wojnie światowej wieś znalazła się w ZSRR, jednak w latach 1919–1920 wróciła do Polski, stając się siedzibą gminy Mściż. Po ustabilizowaniu się granicy polsko-radzieckiej wróciła ponownie do ZSRR, a od 1991 roku – należała do Białorusi.
Resztki zabudowań i parku zostały rozebrane lub zniszczone w latach 30. XX wieku.

## Dawne zabytki
Forma pałacu Śliźniów nie jest dokładnie znana, z relacji potomków właścicieli wynika, że siedziba Śliźniów była imponującym klasycystycznym, dwukondygnacyjnym pałacem. Naprzeciw pałacu stały dwie oficyny. Na miejscu spalonego pałacu wybudowano w latach 90. XIX wieku drewniany dwór, z kolumnowym gankiem, typowy dla średniozamożnych siedzib szlacheckich. 
Do I wojny światowej zachował się w Mściżu piękny park krajobrazowy, ze starodrzewiem i alejami lipowymi. Na końcu centralnej alei znajdował się staw z wysepką, do której prowadził mostek. Zdziczały drzewostan zachował się do drugiej połowy XX wieku.
Obecnie po majątku, poza resztkami jednej z bram i ruiną jednego z budynków gospodarczych, nie ma śladu. Został on opisany w 1. tomie Dziejów rezydencji na dawnych kresach Rzeczypospolitej Romana Aftanazego.